# 鮫島 (磐田市)
鮫島（さめじま）は、静岡県磐田市の大字。

## 地理
磐田市の海岸部に位置する。

### 鮫島海岸

#### 海岸防災林
鮫島海岸には海岸防災林が整備されている。2019年の令和元年台風第19号で鮫島海岸は被害を受け高波による防潮堤の流失などがあった。

#### 緑十字機の不時着
1945年（昭和20年）8月20日、マニラでの連合国との降伏受理協議（終戦協議）を終えた日本の代表団（河辺虎四郎全権）を乗せた海軍一式陸上輸送機（一式陸上攻撃機と同型機）が遠州灘沖で遭難し鮫島海岸に不時着した。乗員は無事であり、代表団は鮫島の住民の尽力等により明野陸軍飛行学校天竜分教所のトラックで浜松陸軍飛行場へ向かい、更に同飛行場にあった四式重爆撃機「飛龍」で東京（調布陸軍飛行場）へ戻った。2006年（平成18年）6月に昇降舵が鮫島海岸で見つかり、2011年（平成23年）7月に増設燃料タンクが遠州灘沖で発見された。

### 池沼
- 鮫島の池

## 世帯数と人口
2022年（令和4年）7月31日現在の世帯数と人口は以下の通りである。
| 町丁 | 世帯数  | 人口  |
| ---- | ------- | ----- |
| 鮫島 | 232世帯 | 512人 |

## 小・中学校の学区
市立小・中学校に通う場合、学区は以下の通りとなる。
| 番地 | 小学校             | 中学校             |
| ---- | ------------------ | ------------------ |
| 全域 | 磐田市立長野小学校 | 磐田市立南部中学校 |

## 交通

### 鉄道
町内に鉄道駅はない。

### バス
- 遠鉄バス
  - 90・96掛塚さなる台線：（浜松駅 方面 - ）鮫島西 - 鮫島北（ - 豊浜郵便局 方面）

### デマンド型乗合タクシー
磐田市デマンド型乗合タクシー「お助け号」磐田南部線が町内全域をカバーしている。なお、利用には利用登録を行い乗車前に電話での事前予約が必要。日祝日と年末年始は運休。

### 道路
- 国道150号
  - 掛塚バイパス

## 施設
- 実際寺
- 浜松シーサイドゴルフクラブ